# Lijst van vechtsporten
Dit is een lijst van vechtsporten geordend naar continent, land en vervolgens alfabetisch. Deze lijst bevat zowel vechtsporten als zelfverdedigings- en krijgskunsten.

## Afrikaanse vechtsporten

### Togo
- Evala

### Zuid-Afrika
- Nguni stick fighting

## Amerikaanse vechtsporten

### Brazilië
- Braziliaans jiujitsu
- Capoeira
- Huka-huka
- Vale tudo

### Peru
- Vacón

### Verenigde Staten
- American Kenpo
- Jeet Kune Do

## Aziatische vechtsporten

### China
- Baguazhang
- Baji Quan
- Cha Quan
- Choy Li Fut
- Hung Ga, Hung Gar of Hung Kuen
- Hsing-i[1]
- Kungfu, 功夫, letterlijk: "werk" en "man". Elke vaardigheid die bereikt kan worden door hard werk, niet alleen de vaardigheid om te vechten.[2], oorspronkelijk Gong Fu, in het Westen verbasterd tot Kungfu.
- Liuhe Quan
- Pa Kua[1]
- San shou (San da)
- Tai chi
- Tanglang quan
- Wing Chun
- Wushu, 武術: 武 , letterlijk "martiaal/militair" en "kunde/methode/discipline" verzamelnaam voor Chinese vechtkunsten.[2]
- Xing Yi Quan
- Yi Quan
- Zuidelijke bidsprinkhaanstijl

### Filipijnen
- Eskrima
- Estocada[1]
- Kali
- Arnis de Mano

### India
- Kalaripayattu
- Kabaddi

### Indonesië
- Pencak Silat, verzamelnaam voor Indonesische verdedigingskunsten.
- Tarung Derajat, ook wel AA Boxer of Indonesisch Kickboksen genoemd. Zowel sport training voor het Indonesische leger
- Kuntaw, verzamelnaam voor Chinees-Indonesishe verdedigingskunsten.
- Penjang Gulat, Indonesisch worstelen

### Iran
- Koshti

### Israël
- Kapap
- Krav maga
- Panim-el-Panim

### Japan
- Aikido
- Bajutsu
- Bujinkan Ninpo Taijutsu
- Genbukan Ninpo Bugei
- Iaido
- Jinenkan Budo
- Jiujitsu
- Jo-do
- Judo
- Karate
- Kempo
- Kendo
- Kobudo
- Koroho
- Kyudo
- K-1 (vechtsportorganisatie)
- Kuroi Ryu Ninjitsu
- Shorinji Kempo
- Naginata-Do
- Ninjutsu
- Tai-jutsu
- Tessenjutsu
- Yuken-Do

### Korea
- Cireum
- Hae Dong Gumdo
- Hanmudo
- Hapkido
- Hwa Rang Do
- Kong Soo Do
- Kuk Sool Won
- Tang Soo Do
- Taekgyeon
- Taekwondo
- Teuk Gong Moo Sool / Tukgong Moo Sool
- Yudo
- Kwon Bup

### Maleisië
- Bersilat[1]
- Tomoi, Maleis kickboksen, verwant aan thaiboksen en andere kickboksstijlen in de regio

### Myanmar
- Bando (thaing)
- Banshei[1]

### Thailand
- Muay Thai
- Krabi Krabong
- Muay Boran
- Silat Pattani
- Lerdrit

### Tibet
- Boabom
- Kateda
- Lama
- Qi dao
- Tescao

### Turkije
- Olieworstelen of yağlı güreş

### Vietnam
- Vovinam

## Europese vechtsporten

### Engeland
- Cornisch worstelen

### Frankrijk
- La canne
- Lutta corsa
- Savate

### Griekenland
- Pankration

### IJsland
- Glima

### Italië
- Caestus
- Liu-bo

### Nederland
- Fudoshin ryu
- Hapki Kochido Musool
- Lin Kuei Jitsu
- Nunchaku-do
- Kurodaiya, een zelfverdediging en vecht systeem ontwikkeld in Nederland door een Indiër door toepassing van het biomechanisch proces van het menselijk lichaam.
- (Shaolin) Kempo, een combinatie van Chinees-Indonesisch Kuntao, Karate en Judo.
- Maen Pukulan/Poekoelan.
- Pencak Silat Bongkot, een Pencak Silatstijl tot stand gekomen in Nederland en geaccepteerd als Pencak Silat stijl in Indonesië.

### Rusland
- HMB
- Sambo
- Systema

### Spanje
- Wing Revolution/Wing Fight.Dit is een moderne zelfverdedigingsmethode die voortkomt uit Wing Chun. Het systeem is geüpdatet om te voldoen aan de eisen van de hedendaagse maatschappij. Wing Revolution is ontwikkeld door Victor Gutiérrez, een Spaanse vechtsportinstructeur met meer dan 30 jaar ervaring. Gutiérrez was oorspronkelijk een Wing Chun-beoefenaar, maar hij vond beperkingen in de traditionele stijl. Hij besloot een nieuw systeem te ontwikkelen dat meer gericht is op realistische zelfverdediging.

## Oceanische vechtsporten

### Hawaï
- Lua

### Nieuw-Zeeland
- Mau rakau

## Algemeen
- Boksen
- Kickboksen
- Mixed martial arts
- Schermen
- Worstelen

1. 1 2 3 4 5  DE OOSTERSE KRIJGSKUNST, de Paradox van de Martial Arts, Howard Reid en Michael Croucher, 1986 (ISBN 9032804308)
2. 1 2  Jamieson, John, Tao, Lin, Shuhua, Zhao (2002). Kung Fu (I): An Elementary Chinese Text. The Chinese University Press. ISBN 978–962–201–867–9.